# Octobre 2013
Octobre 2013 est le 10e mois de l'année 2013.

## Évènements
- 1er octobre : arrêt des activités gouvernementales fédérales aux États-Unis.
- 2 octobre : la Gambie se retire du Commonwealth.
- 3 octobre : plus de 130 migrants africains périssent dans un naufrage aux abords de l’île italienne de Lampedusa.
- 4 octobre : référendum constitutionnel en Irlande.
- 7 octobre : le prix Nobel de physiologie ou médecine est décerné à James Rothman, Randy Schekman et Thomas Südhof.
- 8 octobre :
  - le prix Nobel de physique est décerné à François Englert et Peter Higgs.
  - un gouvernement majoritaire libéral dirigé par Stephen McNeil est élu lors des élections générales en Nouvelle-Écosse, province du Canada.
- 9 octobre : le prix Nobel de chimie est décerné à Martin Karplus, Michael Levitt et Arieh Warshel.
- 10 octobre : le prix Nobel de littérature est décerné à Alice Munro.
- 11 octobre : le prix Nobel de la paix est décerné à l’Organisation pour l'interdiction des armes chimiques.
- 11 octobre : 268 migrants dont 60 enfants périssent au cours d'un naufrage au large de l’île italienne de Lampedusa.
- 14 octobre : le « prix Nobel d’économie » est décerné à Eugene Fama, Lars Peter Hansen et Robert Shiller.
- 15 octobre : un séisme de magnitude 7,2 fait 155 victimes dans l’archipel des Visayas (Philippines).
- 20 octobre : élections législatives au Luxembourg.
- 24 octobre : Astérix chez les Pictes, premier album de la série non dessiné par Uderzo, est publié en 23 langues.
- 25 octobre : 1er tour de l'élection présidentielle malgache.
- 25 et 26 octobre : élections législatives en République tchèque.
- 27 octobre : élection présidentielle en Géorgie. Guiorgui Margvelachvili est élu avec plus de 62 % des voix.
- 28 octobre : élection générale au Nunavut, territoire du Canada.